# Мордовско-Вечкенинское сельское поселение
Мордовско-Вечкенинское се́льское поселе́ние — муниципальное образование в Ковылкинском районе Мордовии Российской Федерации.
Административный центр — село Мордовское Вечкенино.

## История
Статус и границы сельского поселения установлены Законом Республики Мордовия от 7 февраля 2005 года № 13-З «Об установлении границ муниципальных образований Ковылкинского муниципального района, Ковылкинского муниципального района и наделении их статусом сельского поселения, городского поселения и муниципального района».
Законом Республики Мордовия от 12 марта 2010 года, было упразднено Васильевское сельское поселение (сельсовет), а его населённые пункты были включены в Мордовско-Вечкенинское сельское поселение (сельсовет).

## Население
| 2002  | 2010  | 2012  | 2013  | 2014  | 2015  | 2016  |
| ----- | ----- | ----- | ----- | ----- | ----- | ----- |
| 1452  | ↘1360 | ↘1319 | ↘1293 | ↘1271 | ↘1270 | ↘1259 |
| 2017  | 2018  | 2019  | 2020  | 2021  |       |       |
| ↘1244 | ↘1221 | ↘1189 | ↗1198 | ↗1352 |       |       |

## Состав сельского поселения
| № | Населённый пункт     | Тип населённого пункта | Население |
| - | -------------------- | ---------------------- | --------- |
| 1 | Васильевка           | деревня                | →214      |
| 2 | Мордовское Вечкенино | село                   | ↘330      |
| 3 | Новые Дубровки       | село                   | ↘122      |
| 4 | Паньжа               | село                   | ↘389      |
| 5 | Русское Вечкенино    | село                   | ↘229      |
| 6 | Самовольевка         | село                   | ↗8        |
| 7 | Старые Дубровки      | деревня                | ↘68       |